# Prichtovi (Timashovsk, Krasnodar)
Prichtovi (del ruso: Причтовый) es un jútor del raión de Timashovsk del krai de Krasnodar, en el sur de Rusia, situado en la orilla derecha del río Kirpili, 21 km al noroeste de Timashovsk y 83 km al norte de Krasnodar, la capital del krai. Tenía 148 habitantes en 2010.
Fue edificado junto a la estación de ferrocarril entre Timashovsk y Primorsko-Ajtarsk.